# Bitka pri Crecyju
Bitka pri Crecyju je potekala 26. avgusta 1346 med angleško in francosko armado. Bitka je postala dober primer, kako je angleški dolgi lok superioren nad francoskim samostrelom. 
Francozi so napadli Angleže, medtem ko so ti prečkali severno Francijo med stoletno vojno, kar je povzročilo angleško zmago in veliko izgubo življenj med Francozi.
Angleška vojska se je izkrcala na polotoku Cotentin 12. julija. Požgala je pot uničenja skozi nekatera najbogatejša ozemlja v Franciji, oddaljena manj kot 2 mi (3 km) of Pariza in na poti oplenila številna mesta. Angleži so nato korakali proti severu, v upanju, da se bodo povezali z zavezniško flamsko vojsko, ki je vdrla iz Flandrije. Ko je slišal, da so se Flamci obrnili nazaj in ko je začasno prehitel zasledujoče Francoze, je Edvard svojo vojsko pripravil na obrambni položaj na pobočju hriba blizu Crécy-en-Ponthieuja. Pozno 26. avgusta je francoska vojska, ki je močno presegala angleško, napadla.
Med kratkim dvobojem z lokostrelstvom je bila velika sila francoskih najemniških samostrelcev poražena s strani valižanskih in angleških lokostrelcev. Francozi so nato sprožili vrsto konjeniških napadov s strani svojih konjenikov. Te so bile neurejene zaradi svoje improvizirane narave, ker so se morale prebijati skozi bežeče samostrelce, zaradi blatnih tal, ker so morale napadati navzgor in zaradi jarkov, ki so jih izkopali Angleži. Napade je dodatno razbila učinkovita strelba angleških lokostrelcev, ki so za bitko razjahali, so izgubili velik del svojega zagona. Nastali boj od blizu je bil opisan kot "morilski, brez usmiljenja, krut in zelo grozljiv". Francoski napadi so se nadaljevali pozno v noč, vsi z enakim rezultatom: ostri boji, ki so jim sledili francoski umiki.
Angleži so nato oblegali pristanišče Calais. Bitka je ohromila sposobnost francoske vojske, da bi razbremenila obleganje; mesto je naslednje leto padlo v angleške roke in ostalo pod angleško vladavino več kot dve stoletji, do leta 1558. Crécy je uveljavil učinkovitost dolgega loka kot prevladujočega orožja na zahodnoevropskem bojišču.

## Ozadje
Od normanske osvojitve leta 1066 so angleški monarhi imeli naslove in posesti v Franciji, katerih posest jih je delala vazale francoskih kraljev. Po vrsti nesoglasij med Filipom VI. Francoskim (1328–1350) in Edvardom III. Angleškim (1327–1377) se je 24. maja 1337 Filipov "Veliki svet" v Parizu strinjal, da je treba posesti, ki jih je imel Edvard v Franciji, vzeti nazaj v Filipove roke, ker je Edvard kršil svoje obveznosti kot vazal. To je zaznamovalo začetek stoletne vojne, ki je trajala 116 let.
Sledilo je osem let občasnega, a dragega in neprepričljivega vojskovanja: Edvard je trikrat neuspešno vodil kampanjo v severni Franciji; Gaskonja je bila skoraj v celoti prepuščena sama sebi, Francozi pa so dosegli pomembne uspehe v izčrpavalni vojni. V začetku leta 1345 je Edvard poskusil še eno kampanjo na severu; njegova glavna vojska je odplula 29. junija in se zasidrala pri Sluysu v Flandriji do 22. julija, medtem ko se je Edvard ukvarjal z diplomatskimi zadevami. Ko je odplula, verjetno z namenom izkrcanja v Normandiji, jo je razpršila nevihta. Prišlo je do nadaljnjih zamud in izkazalo se je, da je nemogoče ukrepati s to silo pred zimo. Medtem je Henrik, grof Derbyja, vodil bliskovito kampanjo po Gaskonji na čelu anglo-gaskonske vojske. Močno je premagal dve veliki francoski vojski v bitkah pri Bergeracu in Auberocheu, zavzel več kot 100 francoskih mest in utrdb v Périgordu in Agenaisu ter angleškim posestim v Gaskonji zagotovil strateško globino.
Marca 1346 je francoska vojska, ki je štela med 15.000 in 20.000 mož, "izjemno močnejša" od katere koli sile, ki bi jo lahko postavili Anglo-Gaskonci, vključno z vsemi vojaškimi častniki kraljevega dvora, in ji je poveljeval Janez, vojvoda Normandije, sin in dedič Filipa VI., vkorakala v Gaskonjo. Oblegali so strateško in logistično pomembno mesto Aiguillon. 2. aprila je bil za jug Francije razglašen arrière-ban, formalni poziv k orožju za vse vojaško sposobne moške. Francoska finančna, logistična in kadrovska prizadevanja so bila osredotočena na to ofenzivo. Derby, zdaj Lancaster, je poslal nujen poziv za pomoč Edvardu. Edvard ni bil le moralno dolžan pomagati svojemu vazalu, ampak je bil tudi pogodbeno zavezan; njegova pogodba z Lancastrom je določala, da če bi Lancastera napadlo premočno število, ga bo Edvard "rešil na en ali drug način".
Medtem je Edvard zbiral novo vojsko in zbral več kot 700 plovil za njen prevoz – največjo angleško floto do takrat. Francozi so bili seznanjeni z Edvardovimi prizadevanji in so se, da bi se zavarovali pred morebitnim angleškim izkrcanjem v severni Franciji, zanašali na svojo močno mornarico. To zanašanje je bilo napačno in Francozi niso mogli preprečiti Edvardu uspešnega prečkanja Rokavskega preliva.

## Uvod
Angleži so se izkrcali v Saint-Vaast-la-Hougueu v Normandiji 12. julija 1346. Dosegli so popolno strateško presenečenje in se odpravili proti jugu. Edvardovi vojaki so porušili vsako mesto na svoji poti in oropali vse, kar so lahko, od prebivalstva. Caen, kulturno, politično, versko in finančno središče severozahodne Normandije, je bil 26. julija zavzet in nato pet dni ropan. Ubitih je bilo več kot 5.000 francoskih vojakov in civilistov; med redkimi ujetniki je bil Raoul, grof Eu, francoski konstable. 29. julija je Edvard poslal svojo floto nazaj v Anglijo, naloženo z plenom, s pismom, v katerem je naročil, naj se zberejo, vkrcajo in naložijo okrepitve, zaloge in denar ter pošljejo na srečanje z njegovo vojsko v Crotoy, na severnem bregu ustja reke Somme. Angleži so se 1. avgusta odpravili proti reki Seni.
Francoski vojaški položaj je bil težak. Njihova glavna vojska, ki ji je poveljeval Janez, vojvoda Normandije, sin in dedič Filipa VI., je bila zavezana nepopustljivemu obleganju Aiguillona na jugozahodu. Po njegovem presenetljivem izkrcanju v Normandiji, je Edvard pustošil nekatere najbogatejše dele Francije in razkazoval svojo sposobnost, da po Franciji koraka po mili volji. 2. avgusta je majhna angleška sila, podprta z mnogimi Flamci, vdrla v Francijo iz Flandrije; francoska obramba tam je bila popolnoma neustrezna. Državna blagajna je bila skoraj prazna. 29. julija je Filip razglasil arrière-ban za severno Francijo in ukazal vsakemu sposobnemu moškemu, naj se zbere v Rouenu, kamor je Filip sam prispel 31. avgusta. 7. avgusta so Angleži dosegli Seno, 12 milj južno od Rouena, in zavili proti jugovzhodu. Do 12. avgusta je bila Edvardova vojska utaborjena v Poissyju, 20 milj od Pariza, potem ko je za seboj pustila 20 milj širok pas uničenja ob levem bregu Sene, požigala vasi do 2 milj od Pariza. Filipova vojska je korakala vzporedno z Angleži na drugem bregu in se nato utaborila severno od Pariza, kjer se je nenehno krepila. Pariz je bil v nemiru, preplavljen z begunci in pripravljali so se na obrambo prestolnice ulico za ulico.
Filip je poslal ukaze vojvodi Janezu Normandijskemu, naj opusti obleganje Aiguillona in svojo vojsko odpelje na sever, kar je po zamudi in omahovanjih storil 20. avgusta – čeprav na koncu ni prispel pravočasno, da bi spremenil potek dogodkov na severu. Francoska vojska zunaj Pariza je obsegala približno 8.000 vojakov, 6.000 samostrelcev in veliko pehotnih nabornikov. Filip je 14. avgusta poslal izziv, v katerem je predlagal, da se obe vojski spopadeta ob vzajemno dogovorjenem času in kraju na tem območju. Edvard je nakazal, da se bo s Filipom srečal južno od Sene, ne da bi se dejansko zavezal. 16. avgusta so se Francozi postavili na položaj; Edvard je takoj požgal Poissy, uničil tamkajšnji most in odkorakal na sever.
Francozi so izvajali politiko požgane zemlje, odnašali vse zaloge hrane in tako prisilili Angleže, da so se razširili na široko območje, da bi si priskrbeli hrano, kar jih je močno upočasnilo. Skupine francoskih kmetov so napadle nekatere manjše skupine nabiralcev. Filip je dosegel reko Somme dan hoda pred Edvardom. Ustanovil se je v Amiensu in poslal velike oddelke, da bi držali vsak most in brod čez Somme med Amiensom in morjem. Angleži so bili zdaj ujeti na območju, ki je bilo oropano hrane. Francozi so se premaknili iz Amiensa in napredovali proti zahodu, proti Angležem. Zdaj so bili pripravljeni na bitko, saj so vedeli, da bodo imeli prednost obrambe, medtem ko so bili Angleži prisiljeni poskušati se prebiti mimo njih.
Edvard je bil odločen prebiti francosko blokado Somme in je preiskoval na več točkah, zaman napadal Hangest in Pont-Remy, preden se je premaknil zahodno ob reki. Angleške zaloge so se izčrpavale in vojska je bila raztrgana, stradala in začela trpeti zaradi padca morale. Zvečer 24. avgusta so bili Angleži utaborjeni severno od Acheuxa, medtem ko so bili Francozi 6 milj stran v Abbevillu. Ponoči so Angleži korakali proti plimnemu brodu, imenovanemu Blanchetaque. Oddaljeni breg je branila sila 3.500 Francozov. Angleški lokostrelci in konjeniki so brodili v plimno reko in po kratkem, ostrem boju premagali Francoze. Glavna francoska vojska je sledila Angležem in njihovi izvidniki so zajeli nekaj zaostalih in več vozov, vendar se je Edvard rešil neposrednega zasledovanja. Francosko zaupanje, da Edvard ne bo prečkal Somme, je bilo tako veliko, da območje onkraj ni bilo opustošeno, kar je Edvardovi vojski omogočilo, da ga je oplenila in se oskrbela.
Medtem so Flamci, potem ko so jih Francozi pri Estaires odbili, 14. avgusta oblegali Béthune. Po več neuspehih so se sprli med seboj, zažgali svojo oblegovalno opremo in 24. avgusta opustili svojo odpravo. Edvard je prejel novico, da ga Flamci ne bodo okrepili kmalu po prečkanju Somme. Ladij, ki naj bi čakale pri Crotoyu, ni bilo nikjer. Edvard se je odločil, da se bo s silo, ki jo je imel, spopadel s Filipovo vojsko. Potem ko se je začasno otresel francoskega zasledovanja, je izkoristil premor za pripravo obrambnega položaja pri Crécy-en-Ponthieu. Francozi so se vrnili v Abbeville, prečkali Somme pri tamkajšnjem mostu in se trmasto znova odpravili za Angleži.

## Nasprotujoče si sile

### Angleška vojska
Angleška vojska je bila sestavljena skoraj izključno iz angleških in valižanskih vojakov, skupaj z nekaj Normanov, ki so bili nezadovoljni s Filipom VI. in nekaj nemškimi plačanci, pri čemer tujci verjetno niso presegali 150. Natančna velikost in sestava angleških sil nista znani. Sodobne ocene se močno razlikujejo; na primer Froissartova tretja različica njegovih Kronik več kot podvoji njegovo oceno v prvi. Sodobni zgodovinarji so njeno velikost ocenili na 7.000 do 15.000. Andrew Ayton predlaga številko okoli 14.000: 2.500 vitezov, 5.000 lokostrelcev z dolgim lokom, 3.000 [[hobelarjev (lahka konjenica in konjeniški lokostrelci) in 3.500 suličarjev. Clifford Rogers predlaga 15.000: 2.500 vitezov, 7.000 lokostrelcev z dolgim lokom, 3.250 hobelarjev in 2.300 suličarjev. Jonathan Sumption glede na nosilnost prvotne transportne flote meni, da je bila sila okoli 7.000 do 10.000. Do tisoč mož je bilo obsojenih zločincev, ki so služili ob obljubi pomilostitve ob koncu kampanje. Mnogi Angleži, vključno z mnogimi zločinci, so bili veterani; morda kar polovica.
Vitezje obeh vojsk je nosilo prešito gambeson pod verižnim oklepom, ki je pokrival telo in okončine. To je bilo dopolnjeno z različnimi količinami pločevinastega oklepa na telesu in okončinah, več za premožnejše in izkušenejše moške. Glave so bile zaščitene z bascineti: odprtimi železnimi ali jeklenimi čeladami, z verižnim oklepom, pritrjenim na spodnji rob čelade za zaščito grla, vratu in ramen. Premični vizir (ščitnik za obraz) je ščitil obraz. Nosili so ščite v obliki trikotnika, običajno izdelane iz tankega lesa, prevlečenega z usnjem. Angleški vitezi so bili vsi razjahani. Orožje, ki so ga uporabljali, ni zabeleženo, vendar so v podobnih bitkah uporabljali svoje sulice kot kopja, jih skrajšali za uporabo kot kratka kopja ali se borili z meči in bojnimi sekirami.
Dolg lok, ki so ga uporabljali angleški in valižanski lokostrelci, je bil zanje edinstven; za njegovo obvladovanje je bilo potrebnih do deset let in je lahko izstrelil do deset puščic na minuto daleč čez 300 m (980 ft). Računalniška analiza, ki jo je leta 2017 izvedla Varšavska tehnološka univerza, je pokazala, da so težke puščice z bodkin konico lahko prodrle v tipičen ploščni oklep tistega časa na razdalji 225 m. Globina penetracije bi bila na tej razdalji majhna; predvidena penetracija se je povečala, ko se je razdalja zmanjšala ali proti oklepu slabše kakovosti od najboljše, ki je bila na voljo v tistem času. Sodobni viri govorijo o puščicah, ki so pogosto prebadale oklep. Lokostrelci so standardno nosili en tulec s 24 puščicami. Zjutraj pred bitko so dobili še dva tulca, kar je skupaj znašalo 72 puščic na moža. To je bilo dovolj za morda petnajst minut streljanja z največjo hitrostjo, čeprav bi se s potekom bitke hitrost zmanjšala. Redna oskrba z strelivom bi bila potrebna iz vozov zadaj; lokostrelci bi se med premori v boju tudi podali naprej, da bi pobrali puščice. Sodobni zgodovinarji menijo, da je bilo med bitko izstreljenih pol milijona puščic.
Angleška vojska je bila opremljena tudi z več vrstami smodniškega orožja v neznanem številu: majhne puške, ki so streljale svinčene krogle; ribauldequini, ki so streljali kovinske puščice ali šrapnel; in bombardi, zgodnja oblika topa, ki je streljal kovinske krogle premera 3+1/4–3+5/8 in (83–92 mm). Sodobni zapisi in sodobni zgodovinarji se razlikujejo glede vrst in števila teh orožij, ki so bila prisotna pri Crécyju, vendar so bile od takrat na mestu bitke najdene številne železne krogle, združljive z bombardnim strelivom.

### Francoska vojska
Natančna velikost francoske vojske je še manj zanesljiva, saj so finančni zapisi iz kampanje pri Crécyju izgubljeni, čeprav obstaja soglasje, da je bila bistveno večja od angleške. Sodobni kronisti vsi ugotavljajo, da je bila izjemno velika za tisto obdobje. Dva, ki navajata skupno število, ocenjujeta njeno velikost na 72.000 ali 120.000. Število konjenikov je podano kot 12.000 ali 20.000. Italijanski kronist je trdil, da je bilo 100.000 vitezov (konjenikov), 12.000 pešakov in 5.000 samostrelcev. Sodobni kronisti so ocenili prisotnost samostrelcev med 2.000 in 20.000.
Zgodovinarji te številke opisujejo kot pretirane in nerealne, na podlagi obstoječih zapisov vojne zakladnice za leto 1340, šest let pred bitko. Clifford Rogers ocenjuje, da je bila "francoska vojska vsaj dvakrat večja od [angleške], in morda celo trikrat." Po sodobnih ocenah je jedro francoske vojske tvorilo 8.000 konjenikov," podprt z dvema do šest tisoč genoveškimi najemniški samostrelci, ki jih je rekrutiralo in najelo veliko trgovsko mesto Genova, in "veliko, čeprav nedoločeno, število navadne pehote". Koliko navadnih pešcev, milice in nabornikov različnih ravni opreme in usposabljanja je bilo prisotnih, ni znano z gotovostjo, razen da so sami presegali angleško vojsko.
Francoski vitezi so bili opremljeni podobno kot angleški. Jezdili so na popolnoma neoklepljenih konjih in nosili lesena kopja, običajno iz jesena, z železnimi konicami in dolga približno 4 m (13 ft). Mnogi vitezi v francoski vojski so bili tujci: mnogi so se pridružili posamezno iz pustolovskega duha in privlačnih plač. Drugi so bili v kontingentih, ki so jih prispevali Filipovi zavezniki: trije kralji, knezoškof, vojvoda in trije grofi so vodili spremstva iz nefrancoskih ozemelj.
Odkar je Filip prišel na prestol, so francoske vojske vključevale vse večji delež samostrelcev. Ker je bilo v Franciji malo lokostrelcev, so jih običajno rekrutirali iz tujine, običajno iz Genove; njihov tuji izvor je povzročil, da so jih pogosto označevali za plačance. Bili so poklicni vojaki in v bitki so bili zaščiteni pred izstrelki z veliki ščiti - pavesi – zelo velikimi ščiti z lastnimi nosilci, za vsakim od katerih so se lahko skrili trije samostrelci. Usposobljen samostrelec je lahko izstrelil svoje orožje približno dvakrat na minuto na krajši učinkovit domet kot lokostrelec z dolgim lokom približno 200 m (220 yd).

### Začetne postavitve
| Modre pike – angleški lokostrelci Modri bloki – druga angleška pehota | Rdeče pike – francoski samostrelci Rdeči pravokotniki – francoski vitezi |

Edward je svojo vojsko postavil na skrbno izbran položaj, obrnjen proti jugovzhodu na nagnjenem pobočju, prekinjenem z gozdovi in terasami, pri Crécy-en-Ponthieu. To je bilo na območju, ki ga je Edward podedoval od svoje matere in je bilo dobro znano več Angležem; domneva se, da je bil položaj že dolgo obravnavan kot primerno mesto za bitko. Levi bok je bil zasidran proti Wadicourtu, medtem ko je bil desni zaščiten s samim Crécyjem in reko Maye onkraj. To je Francozom otežilo obkolitev. Položaj je imel pripravljeno umikališče v primeru, da bi bili Angleži poraženi ali pod neznosnim pritiskom. Medtem, ko so čakali, da jih Francozi dohitijo, so Angleži izkopali jame pred svojimi položaji, namenjene razredčenju napadajoče konjenice in postavili več primitivnih smodniških orožij. Edward je želel izzvati Francoze v konjeniški napad navzgor proti svojim trdnim pehotnim formacijam razjahanih vitezov, podprtih z valižanskimi kopjenosci in obkroženih z lokostrelci. Vojska je bila na položaju od zore, zato je bila spočita in dobro nahranjena, kar jim je dalo prednost pred Francozi, ki si pred bitko niso odpočili. Ker so dva dni prej odločilno premagali velik francoski odred, je bila morala angleških čet visoka.
Angleška vojska je bila razdeljena na tri bataljone ali "bitke", razporejene v koloni. Kraljev sin, Edvard Črni princ, princ Walesa, ki sta mu pomagala grofa William de Bohun, 1. grof Northamptona in Thomas Beauchamp, 11. grof Warwicka (oziroma 'konstabel' in 'maršal' vojske), je poveljeval predhodnici z 800 oboroženimi možmi, 2.000 lokostrelci in 1.000 pešaki, vključno z valižanskimi suličarji. Na levi je drugi boj vodil Richard Fitzalan, 3. grof Arundela, z 800 oboroženimi možmi in 1.200 lokostrelci. Za njimi je kralj poveljeval rezervnemu boju, s 700 oboroženimi možmi in 2.000 lokostrelci. Vsaka divizija je bila sestavljena iz oboroženih mož v sredini, vsi peš, z vrstami suličarjev takoj za njimi in z dolgolokostrelci na vsakem boku in v raztegnjeni liniji pred njimi. Mnogi dolgolokostrelci so bili skriti v majhnih gozdovih ali so ležali v zrelem žitu. Vojaška prtljaga je bila postavljena v zadnji del celotne vojske, kjer je bila obkrožena in utrjena, da bi služila kot park za konje, obramba pred morebitnim napadom od zadaj in zbirališče v primeru poraza.
Okoli poldneva 26. avgusta so francoski izvidniki, ki so napredovali severno od Abbevilla, zagledali Angleže. Samostrelci, pod Antoniom Dorio in Carlom Grimaldijem, so tvorili francosko predhodnico. Sledila je velika četa konjenikov, ki jo je vodil grof  Karel II., grof Alençona (Karel Alençonski), Filipov brat, v spremstvu slepega kralja Ivana Češkega. Naslednjo četo sta vodila vojvoda Rudolf, vojvoda Lorene in grof Ludvik II., grof Bloisa, medtem ko je Filip poveljeval zaščitnici. Ko se je razširila novica, da so se Angleži obrnili v boj, so francoski kontingenti pospešili, se prerivali, da bi dosegli čelo kolone. Italijani so ostali v predhodnici, medtem ko so konjeniki pustili svojo spremljajočo pehoto in vozove za seboj. Disciplina je bila izgubljena; Francoze je ovirala odsotnost njihovega konstabela, ki je bil običajno odgovoren za organizacijo in vodenje njihove vojske, vendar je bil ujet v Caenu. Ko se je ustavila, so se moški, zlasti pehota, nenehno pridruževali Filipovi četi, ko so marširali severozahodno od Abbevilla.
Po izvidovanju angleškega položaja je bil sklican vojni svet, kjer so višji francoski uradniki, ki so bili popolnoma prepričani v zmago, svetovali napad, vendar šele naslednji dan. Vojska je bila utrujena od 12-miljskega pohoda in se je morala reorganizirati, da bi lahko močno napadla. Znano je bilo tudi, da Amadej VI., grof Savoje z več kot 500 oboroženimi možmi koraka, da bi se pridružil Francozom in je bil blizu. (Dan po bitki je prestregel nekatere francoske preživele.) Kljub temu nasvetu so Francozi napadli pozneje istega popoldneva; iz sodobnih virov ni jasno, ali je bila to namerna izbira Filipa ali pa zato, ker je preveč francoskih vitezov nadaljevalo s pritiskom naprej in se je bitka začela proti njegovim željam. Filipov načrt je bil uporabiti daljinsko orožje svojih samostrelcev, da bi zmehčal angleško pehoto in povzročil nered ter morda demoraliziral njihove formacije, da bi omogočil spremljajočim konjenikom, da prodrejo v njihove vrste in jih razbijejo. Sodobni zgodovinarji so to na splošno obravnavali kot praktičen pristop, ki se je izkazal za uspešnega proti drugim vojskam.

## Bitka

### Dvoboj z lokostrelci
Francoska vojska se je pozno popoldne premaknila naprej, razvila svoj sveti bojni prapor, oriflamo, kar je pomenilo, da ne bodo jemali ujetnikov. Ko so napredovali, je nad poljem izbruhnila nenadna nevihta. Angleški lokostrelci so sneli tetive s svojih lokov, da se ne bi zrahljale. Sodobni zapis, ki mu sledijo nekateri sodobni zgodovinarji, pravi, da je dež oslabil tetive genovskih samostrelov, zmanjšal njihovo moč in doseg; drugi sodobni zgodovinarji navajajo, da so bile njihove tetive zaščitene z usnjenimi prevlekami in zato Genovežani niso bili prizadeti zaradi nevihte, tako kot angleški lokostrelci.
Genovežani so se z angleškimi lokostrelci spustili v lokostrelski dvoboj. Lokostrelci so presegli svoje nasprotnike po dosegu in imeli več kot trikrat večjo hitrost streljanja. Samostrelci so bili tudi brez svojih zaščitnih paviz, ki so bile še vedno pri francoski prtljagi, prav tako kot njihove rezervne zaloge streliva. Blato je oviralo tudi njihovo sposobnost ponovnega polnjenja, kar je zahtevalo, da so pritisnili stremena svojega orožja v tla in tako upočasnilo njihovo hitrost streljanja.
Italijani so bili hitro poraženi in so pobegnili; zavedajoč se svoje ranljivosti brez paviz, so morda vložili le simboličen napor. Sodobni zgodovinarji se ne strinjajo glede števila žrtev; nekateri sodobni viri kažejo, da morda sploh niso uspeli izstreliti nobenega strela, medtem ko nedavna specialistična študija tega dvoboja zaključuje, da so hitro izstrelili morda dve salvi, nato pa se umaknili, preden bi se lahko razvila kakršna koli resnična izmenjava z Angleži. Italijanske žrtve v tej fazi bitke so bile verjetno majhne.
Vitezi in plemiči, ki so sledili v Alençonovi diviziji, ovirani zaradi razbitih najemnikov, so jih sekali, ko so se umikali. Po večini sodobnih poročil so bili samostrelci v najboljšem primeru obravnavani kot strahopetci in bolj verjetno kot izdajalc, in mnoge od njih so Francozi pobili. Spopad umikajočih se Genovežanov in napredujoče francoske konjenice je povzročil nered v vodilni bitki. Lokostrelci so še naprej streljali v zbrane čete. Izstrelitev angleških bombard je prispevala k zmedi, čeprav se sodobni zapisi razlikujejo glede tega, ali so povzročili znatne žrtve.

### Konjeniški napadi
Alençonova divizija vojske je nato sprožila konjeniški napad. Ta je bil neurejen zaradi svoje improvizirane narave, ker se je moral prebijati skozi bežeče Italijane, zaradi blatnega terena, ker je moral napadati navzgor in zaradi jarkov, ki so jih izkopali Angleži. Napad je bil še dodatno razbit z močnim in učinkovitim streljanjem angleških lokostrelcev, ki je povzročilo veliko žrtev. Verjetno so lokostrelci hranili svoje strelivo, dokler niso imeli razumne možnosti, da prodrejo skozi francoski oklep, kar bi bilo na razdalji približno 80 m (260 ft). Oklepljeni francoski jezdeci so imeli nekaj zaščite, vendar so bili njihovi konji popolnoma neoklepljeni in so bili v velikem številu ubiti ali ranjeni. Onemogli konji so padali, pri tem so se njihovi jezdeci razsuli ali ujeli, kar je povzročilo, da so se naslednje vrste umikale, da bi se jim izognile, in padle v še večjo neurejenost. Ranjeni konji so v paniki bežali po pobočju. Ko je tesna formacija angleških vitezov in suličarjev sprejela francoski napad, je ta že izgubil velik del svojega zagona.
Sodobnik je opisal boj mož na moža, ki je sledil, kot "morilski, brez usmiljenja, krut in zelo grozljiv." Vitezi, ki so izgubili ravnotežje ali so bili vrženi z ranjenih konj, so bili poteptani, zdrobljeni pod padajočimi konji in trupli ter zadušeni v blatu. Po bitki so bila najdena številna francoska trupla brez kakršnih koli oznak. Med ubitimi je bil tudi Alençon. Francoski napad je bil odbit. Angleška pehota se je premaknila naprej, da bi z noži pobila ranjene Francoze, oropala trupla in pobrala puščice. Nekateri viri pravijo, da je Edvard dal ukaz, da se v nasprotju z običaji ne jemljejo ujetniki; ker je bil preštevilčno šibkejši, ni želel izgubiti borcev za spremljanje in varovanje ujetnikov. V vsakem primeru ni zapisa o tem, da bi bili ujetniki zajeti do naslednjega dne, po bitki.
Sveže sile francoske konjenice so se premaknile v položaj ob vznožju hriba in ponovile Alençonov napad. Imeli so enake težave kot Alençonove sile, z dodatno slabostjo, da je bil teren, po katerem so napredovali, posejan z mrtvimi in ranjenimi konji in možmi. Ayton in Preston pišeta o "dolgih gomilah padlih bojnih konj in mož ... ki so bistveno povečale težave, s katerimi so se soočale sveže formacije ... ko so se poskušale približati angleškemu položaju." Kljub temu so napadli, čeprav v tako neurejenem stanju, da spet niso mogli prodreti v angleško formacijo. Sledil je dolgotrajen spopad, pri čemer je poročilo, da je bil na neki točki valižanski princ potolčen na kolena. Eden od zapisov pravi, da je princov praporščak stal na svojem praporju, da bi preprečil njegovo zajetje. Sodobni zgodovinar je boj opisal kot "grozljiv pokol". Edvard je poslal naprej oddelek iz svoje rezervne bitke, da bi rešil situacijo. Francozi so bili ponovno odbiti. Prišli so spet. Angleške vrste so se redčile, vendar so tisti v ozadju stopili naprej, da bi zapolnili vrzeli.
Kolikokrat so Francozi napadli, je sporno, vendar so nadaljevali pozno v noč, pri čemer sta mrak in nato tema še dodatno dezorganizirala Francoze. Vsi napadi so imeli enak rezultat: silovit boj, ki mu je sledil francoski umik. V enem napadu je grof Blois razjahal svoje može in jih poslal naprej peš; grofovo truplo so našli na polju. Francosko plemstvo se je trmasto upiralo predaji. Poguma ni manjkalo na nobeni strani. Znano je, da je slepi kralj Ivan Češki privezal uzdo svojega konja na uzde svojih spremljevalcev in odgalopiral v mrak; vsi so bili zrušeni s konj in ubiti. Obstajajo poročila o celotnih angleških bojnih enotah, ki so občasno napredovale, da bi odstranile razbite francoske napade, ki so se zbirali pred njimi, nato pa so se v dobrem redu umaknile na svoje prvotne položaje.
Filip sam se je zapletel v boj, pod njim sta bila ubita dva konja, v čeljust pa je prejel puščico. Nosilec oriflammeja je bil posebna tarča za angleške lokostrelce; videli so ga pasti, vendar je preživel, čeprav je sveto zastavo prepustil v ujetništvo. Končno je Filip zapustil bojno polje, čeprav ni jasno, zakaj. Bilo je skoraj polnoč in bitka je zamrla, večina francoske vojske pa se je razbežala z bojišča. Angleži so spali tam, kjer so se borili. Naslednje jutro so na bojišče še vedno prihajale znatne francoske sile, ki so jih napadli angleški vitezi, zdaj na konjih, jih razbili in preganjali več kilometrov. Samo njihove izgube so bile poročane kot več tisoč, vključno z vojvodo Lorene. Medtem so nekaj ranjenih ali omamljenih Francozov potegnili iz kupov mrtvih mož in umirajočih konj ter jih zajeli.

## Žrtve
Izgube v bitki so bile zelo asimetrične. Vsi sodobni viri se strinjajo, da so bile angleške žrtve zelo nizke. Poročali so, da so angleške smrti obsegale tri ali štiri viteze in majhno število navadnih vojakov, skupaj štirideset po pregledu po bitki. Nekateri sodobni zgodovinarji so predlagali, da je to premalo in da bi angleške smrti lahko štele okoli tristo. Do danes sta bila identificirana le dva Angleža, ubita v bitki; dva angleška viteza sta bila tudi zajeta, čeprav ni jasno, v kateri fazi bitke se je to zgodilo.
Francoske žrtve naj bi bile zelo visoke. Po štetju, ki so ga opravili angleški heraldi po bitki, so našli trupla 1.542 francoskih plemiških vitezov (morda ne vključno s stotinami, ki so umrle v spopadu naslednjega dne). Več kot 2.200 heraldičnih grbov naj bi Angleži odnesli z bojišča kot vojni plen. Takšnega štetja nižje rojenih pešcev niso opravili, ker njihova oprema ni bila vredna plenjenja. Ni zanesljivih podatkov o izgubah med njimi, čeprav so bile tudi njihove žrtve ocenjene kot velike in veliko število naj bi bilo ranjenih s puščicami. Mrtvih samo drugi dan bitke naj bi bilo izjemno veliko, ocene pa se gibljejo od 2.000 do, po besedah samega Edvarda III., 4.000.
Neskladno veliko število magnatov je bilo med padlimi na francoski strani, vključno z enim kraljem (Ivan Češki), devetimi knezi, desetimi grofi, enim vojvodo, enim nadškofom in enim škofom. Po Aytonu se te velike izgube lahko pripišejo tudi viteškim idealom vitezov tistega časa, saj bi plemiči raje umrli v bitki, kot da bi nečastno pobegnili z bojišča, še posebej glede na svoje tovariše viteze.
Ni zanesljivih podatkov o izgubah med navadnimi francoskimi vojaki, čeprav so bile tudi te ocenjene kot velike. Jean Le Bel je ocenil 15.000–16.000. Froissart piše, da je francoska vojska utrpela skupno 30.000 mrtvih ali ujetih. Sodobni zgodovinar Alfred Burne ocenjuje 10.000 pešakov, kot "čisto ugibanje", za skupno 12.000 francoskih mrtvih.

## Posledice
Rezultat bitke Clifford Rogers opisuje kot "popolno zmago za Angleže", Ayton pa kot "brez primere" in "uničujočo vojaško ponižanje" za Francoze. Sumption jo obravnava kot "politično katastrofo za francosko krono". Bitka je bila 13. septembra v angleškem parlamentu poročana v sijočih izrazih kot znak božanske naklonjenosti in opravičilo za dosedanje ogromne stroške vojne. Sodobni kronist je menil: "S hitrostjo in neorganiziranostjo so bili Francozi uničeni." Rogers piše, da so Angleži med drugim "profitirali od boljše organizacije, kohezije in vodenja" ter od "nediscipline Francozov". Po Aytonu je "mednarodni ugled Anglije kot vojaške sile bil vzpostavljen v enem večeru težkega boja."
Edward je kampanjo zaključil z obleganjem Calaisa, ki je padel po enajstih mesecih, saj je bitka pri Crécyju ohromila sposobnost francoske vojske, da bi razbremenila mesto. To je Angležem zagotovilo trgovsko središče v severni Franciji, ki je bilo v posesti dvesto let. Bitka je potrdila učinkovitost dolgega loka kot prevladujočega orožja na zahodnoevropskem bojišču. Angleški in valižanski lokostrelci so v znatnem številu služili kot najemniki v Italiji, nekateri pa celo na Madžarskem. Sodobni zgodovinar Joseph Dahmus vključuje bitko pri Crécyju v svojo knjigo Sedem odločilnih bitk srednjega veka.